# Crestwood
Crestwood es una villa ubicada en el condado de Cook en el estado estadounidense de Illinois. En el Censo de 2010 tenía una población de 10950 habitantes y una densidad poblacional de 1.375,35 personas por km².

## Geografía
Crestwood se encuentra ubicada en las coordenadas 41°38′44″N 87°44′24″O / 41.64556, -87.74000. Según la Oficina del Censo de los Estados Unidos, Crestwood tiene una superficie total de 7.96 km², de la cual 7.89 km² corresponden a tierra firme y (0.91%) 0.07 km² es agua.

## Demografía
Según el censo de 2010, había 10950 personas residiendo en Crestwood. La densidad de población era de 1.375,35 hab./km². De los 10950 habitantes, Crestwood estaba compuesto por el 87.09% blancos, el 6.85% eran afroamericanos, el 0.16% eran amerindios, el 0.97% eran asiáticos, el 0.03% eran isleños del Pacífico, el 3.14% eran de otras razas y el 1.76% pertenecían a dos o más razas. Del total de la población el 8.15% eran hispanos o latinos de cualquier raza.

## Educación
El Distrito Escolar Posen-Robbins 143½ gestiona la Delia M. Turner Elementary School en Crestwood.